# 1600
| [ Edytuj tabelę ]              | |
| Król Polski                    | - 1587 Zygmunt III Waza 1632 |
| Współksiążęta Andory           | - 1588 Andreu Capella 1609 - 1572 Henryk IV Burbon 1610                                                                                             |
| Król Anglii                    | - 1558 Elżbieta I 1603 |
| Elektor Brandenburgii          | - 1598 Joachim Fryderyk 1608 |
| Książę Bawarii                 | - 1597 Maksymilian I Bawarski 1623 |
| Sułtan Brunei                  | - 1575 Saiful Rijal 1600 - 1600 Shah Berunai 1605                                                                                                   |
| Cesarz Chin                    | - 1572 Wanli 1620 |
| Król Czech                     | - 1576 Rudolf II Habsburg 1611 |
| Król Danii                     | - 1588 Chrystian IV 1648 |
| Dalajlama                      | - 1589 Jonten Gjaco 1616 |
| Cesarz Etiopii                 | - 1597 Jakub 1606 |
| Król Francji                   | - 1589 Henryk IV 1610 |
| Król Hiszpanii                 | - 1598 Filip III 1621 |
| Landgraf Hesji-Kassel          | - 1592 Maurycy Uczony 1627 |
| Stadhouder Holandii            | - 1584 Maurycy Orański 1625 |
| Szach Iranu                    | - 1587 Abbas I Wielki 1629 |
| Państwo Wielkich Mogołów       | - 1556 Akbar 1605 |
| Cesarz Japonii                 | - 1586 Go-Yōzei 1611 |
| Kalif                          | - 1595 Mehmed III 1603 |
| Patriarcha Konstantynopola     | - 1598 Mateusz II 1602 |
| Władca Korei                   | - 1567 Sŏnjo 1608 |
| Książę Kurlandii i Semigalii   | - 1587 Fryderyk Kettler 1642 - 1587 Wilhelm Kettler 1616                                                                                            |
| Sułtan Maroka                  | - 1578 Ahmad al-Mansur 1603 |
| Senior Monako                  | - 1589 Herkules 1604 |
| Król Nawarry                   | - 1572 Henryk III 1610 |
| Król Norwegii                  | - 1588 Chrystian IV 1648 |
| Sułtan Omanu                   | - 1560 Abd Allah ibn Muhammad 1624 |
| Elektor Palatynatu             | - 1583 Fryderyk IV 1610 |
| Papież                         | - 1592 Klemens VIII 1605 |
| Książę Parmy i Piacenzy        | - 1592 Ranuccio I 1622 |
| Król Portugalii                | - 1598 Filip II 1621 |
| Książę w Prusach               | - 1568 Albrecht Fryderyk 1618 - 1578 Jerzy Fryderyk (regent) 1603                                                                                   |
| Car Rosji                      | - 1598 Borys Godunow 1605 |
| Cesarz Rzymski (niemiecki)     | - 1576 Rudolf II Habsburg 1612 |
| Kapitanowie Regenci San Marino | - 1599 Orazio Belluzzi Lattanzio Valli 1600 - 1600 Pier Francesco Bonetti Belluzzo Belluzzi 1600 - 1600 Pier Matteo Belluzzi Fabrizio Belluzzi 1601 |
| Elektor Saksonii               | - 1591 Krystian II Wettyn 1611 |
| Król Szkocji                   | - 1567 Jakub VI 1625 |
| Król Szwecji                   | - 1599 Karol IX Waza 1611 |
| Król Tajlandii                 | - 1590 Naresuan 1605 |
| Sułtan Turków                  | - 1595 Mehmed III 1603 |
| Doża Wenecji                   | - 1595 Marino Grimani 1606 |
| Król Węgier                    | - 1576 Rudolf II 1608 |

Rok 1600 / MDC
stulecia: XV wiek ~
XVI wiek ~
XVII wiek

lata: 1590 «
1595 «
1596 «
1597 «
1598 «
1599 «
1600
» 1601
» 1602
» 1603
» 1604
» 1605
» 1610

## Wydarzenia w Polsce
- 9 lutego–21 marca – w Warszawie obradował sejm zwyczajny[1].
- 12 marca – król Zygmunt III Waza włączył Estonię do Rzeczypospolitej.
- 5 lipca – wydano akt fundacyjny Akademii Zamojskiej.
- 19 sierpnia – polsko-szwedzka wojna o Inflanty: w Narwie i Rewalu (ob. Tallinn) wylądowało 10 tys. szwedzkich żołnierzy. Początek wojen polsko-szwedzkich.
- 20 października – w bitwie pod Bukowem na Wołoszczyźnie hetman Jan Zamoyski pokonał hospodara Michała Walecznego.
- Październik – polsko-szwedzka wojna o Inflanty: Parnawa skapitulowała przed wojskami szwedzkimi.
- Listopad – polsko-szwedzka wojna o Inflanty: Szwedzi zdobyli Fellin i Karkus.

## Wydarzenia na świecie
- 17 lutego – na rzymskim placu Campo di Fiori na stosie spłonął skazany przez inkwizycję Giordano Bruno.
- 19 lutego – doszło do największego w historii Ameryki Południowej wybuchu peruwiańskiego wulkanu Huaynaputina.
- 20 marca – Szwecja: dokonano egzekucji 5 stronników Zygmunta III Wazy (krwawa łaźnia w Linköping).
- 2 lipca – wojna osiemdziesięcioletnia: bitwa pod Nieuport w trakcie wojny holendersko-hiszpańskiej.
- 5 sierpnia – król Francji Henryk IV poślubił Marię Medycejską
- 20 września – irlandzka wojna dziewięcioletnia: rozpoczęła się bitwa pod Moyry Pass.
- 6 października – początki sztuki operowej: w pałacu Pittich we Florencji z okazji zaślubin Marii de Medici z królem Francji Henrykiem IV wystawiono operę „Euridice” Jacopo Periego do libretta Ottavio Rinucciniego, uważaną za pierwsze zachowane dzieło operowe.
- 8 października – San Marino przyjęło konstytucję.
- 9 października – irlandzka wojna dziewięcioletnia: nierozstrzygnięta bitwa pod Moyry Pass.
- 20 października – bitwa pod Bukowem na Wołoszczyźnie podczas wyprawy Jana Zamoyskiego do Mołdawii i Wołoszczyzny przeciwko Michałowi Walecznemu.
- 21 października – bitwa pod Sekigaharą w Japonii, w której Tokugawa Ieyasu pokonał Ishidę Mitsunariego. Początek okresu Edo oraz rządów siogunatu Tokugawa.
- 17 grudnia – król Francji Henryk IV ożenił się po raz drugi, z Marią Medycejską.
- 31 grudnia – królowa angielska Elżbieta I nadając przywilej monopolu handlowego ze Wschodnimi Indiami, zapoczątkowała działalność Brytyjskiej Kompanii Wschodnioindyjskiej.
- Jan Kepler niemiecki matematyk, fizyk i astronom rozpoczął współpracę z duńskim astronomem Tycho Brahe.

## Urodzili się
- 17 stycznia – Pedro Calderón de la Barca, dramatopisarz i poeta hiszpański (zm. 1681)
- 28 stycznia – Klemens IX, papież (zm. 1669)
- 2 lutego – Gabriel Naudé, francuski bibliotekarz i bibliograf (zm. 1653)
- 26 czerwca – Jan de Palafox y Mendoza, hiszpański arcybiskup, błogosławiony katolicki (zm. 1659)
- 4 października – Giovanni Paolo Oliva, włoski jezuita (zm. 1681)
- 19 listopada – Karol I Stuart, król Anglii i Szkocji (zm. 1649)
- 19 listopada – Lieuwe van Aitzema, dziejopis holenderski (zm. 1669)
- 12 grudnia – Dionizy od Narodzenia Pańskiego, francuski karmelita, misjonarz, męczennik, błogosławiony katolicki (zm. 1638)
- 20 grudnia – Nicolas Sanson, francuski geograf i kartograf (zm. 1667)
- data dzienna nieznana: 
  - Anna Alojza Chodkiewicz, żona Jana Karola Chodkiewicza (zm. 1649)
  - Giovanni Battista Gisleni, włoski architekt, scenograf, muzyk doby baroku (zm. 1672)
  - Innocenty Gizel, historyk niemieckiego pochodzenia (zm. 1683)
  - Gioachino Greco, włoski szachista (zm. ok. 1630)
  - Adam Kisiel, wojewoda kijowski i bracławski (zm. 1653)
  - Claude Lorrain, francuski malarz, rysownik i rytownik (zm. 1682)
  - Adam Michna, czeski kompozytor i organista (zm. 1676)

## Zmarli
- 21 stycznia – Jerzy Radziwiłł (kardynał), biskup krakowski i wileński, pamiętnikarz (ur. 1556)
- 9 lutego:
  - Anna Maria, córka Zygmunta III Wazy i Anny Habsburżanki (ur. 1593)
  - Jan Fryderyk, książę wołogoski i szczeciński (ur. 1542)
- 15 lutego – José de Acosta, hiszpański misjonarz jezuicki (ur. 1539)
- 17 lutego – Giordano Bruno, zakonnik, dominikanin, filozof spalony na stosie przez inkwizycję (ur. 1548)
- 25 lutego – Sebastian od Objawienia, hiszpański franciszkanin, błogosławiony katolicki (ur. 1502)
- 4 maja – Jean Nicot, francuski lekarz i dyplomata na dworze portugalskim (ur. 1530)
- 3 czerwca – Jan Grande, hiszpański bonifrater, święty katolicki (ur. 1546)
- 21 czerwca – Jan Rigby, angielski męczennik, święty katolicki (ur. ok. 1570)
- 26 lipca – Robert Nutter, angielski duchowny katolicki, tercjarz dominikański, męczennik, błogosławiony (ur. ok. 1555)
- 3 listopada – Richard Hooker, duchowny anglikański, teolog (ur. 1554)
- 6 listopada – Mitsunari Ishida, japoński samuraj (ur. 1560)

## Święta ruchome
- Tłusty czwartek: 10 lutego
- Ostatki: 15 lutego
- Popielec: 16 lutego
- Niedziela Palmowa: 26 marca
- Wielki Czwartek: 30 marca
- Wielki Piątek: 31 marca
- Wielka Sobota: 1 kwietnia
- Wielkanoc: 2 kwietnia
- Poniedziałek Wielkanocny: 3 kwietnia
- Wniebowstąpienie Pańskie: 11 maja
- Zesłanie Ducha Świętego: 21 maja
- Boże Ciało: 1 czerwca